# ピーテル・ファン・ルストラーテン
ピーテル・ヘリッツゾーン・ファン・ルストラーテン（Pieter Gerritsz. van Roestraten、1630年4月21日（洗礼日） - 1700年7月10日）は、17世紀のオランダ生まれの画家である。静物画や風俗画を描いた。ハールレムで働いた後、1666年ころからイギリスで働き、イギリスの上流階級の間で人気のある画家であった。

## 略歴
ハールレムで生まれた。1649年から、有力なハールレムの画家フランス・ハルス(15811585-1666)の弟子になり、1654年にアドリアーンチェ(Adriaantje)という名のハルスの娘と結婚した。18世紀初めに画家の伝記を出版したアルノルト・ホウブラーケン(1660-1719)の著書によれば、2人は幼児のころから知り合いであったとされる。夫妻はアムステルダムに住んだ後、当時多くのオランダの画家が仕事をしていたロンドンへ移った。アルノルト・ホウブラーケンの著書では1666年のロンドンの大火でファン・ルストラーテンは負傷し足が不自由になったとしているので、ロンドンに移った時期は1666年より前であったと推定されている。
ロンドンで、チャールズ2世の主席宮廷画家であったオランダ生まれの画家、ピーター・レリー(1618-1680)と知り合い、チャールズ2世の宮廷で働くことができるようになった。レーリーと仕事を取り合うことを避けるためとされるが、ファン・ルストラーテンは肖像画を描くことを止めたとされ、 自画像を除いて、その後に描かれた肖像画は知られていない。
静物画や風俗画を描いて成功した。上流階級の所有する骨董品や高価な食器などを描き、「ヴァニタス」と呼ばれる人間の死すべき定めの隠喩である頭蓋骨や時計、楽器などを描いた作品もある。銀器の質感などに優れたの表現力を見せた。
妻が亡くなり、再婚した少し後の1700年にロンドンで亡くなった。

## 作品

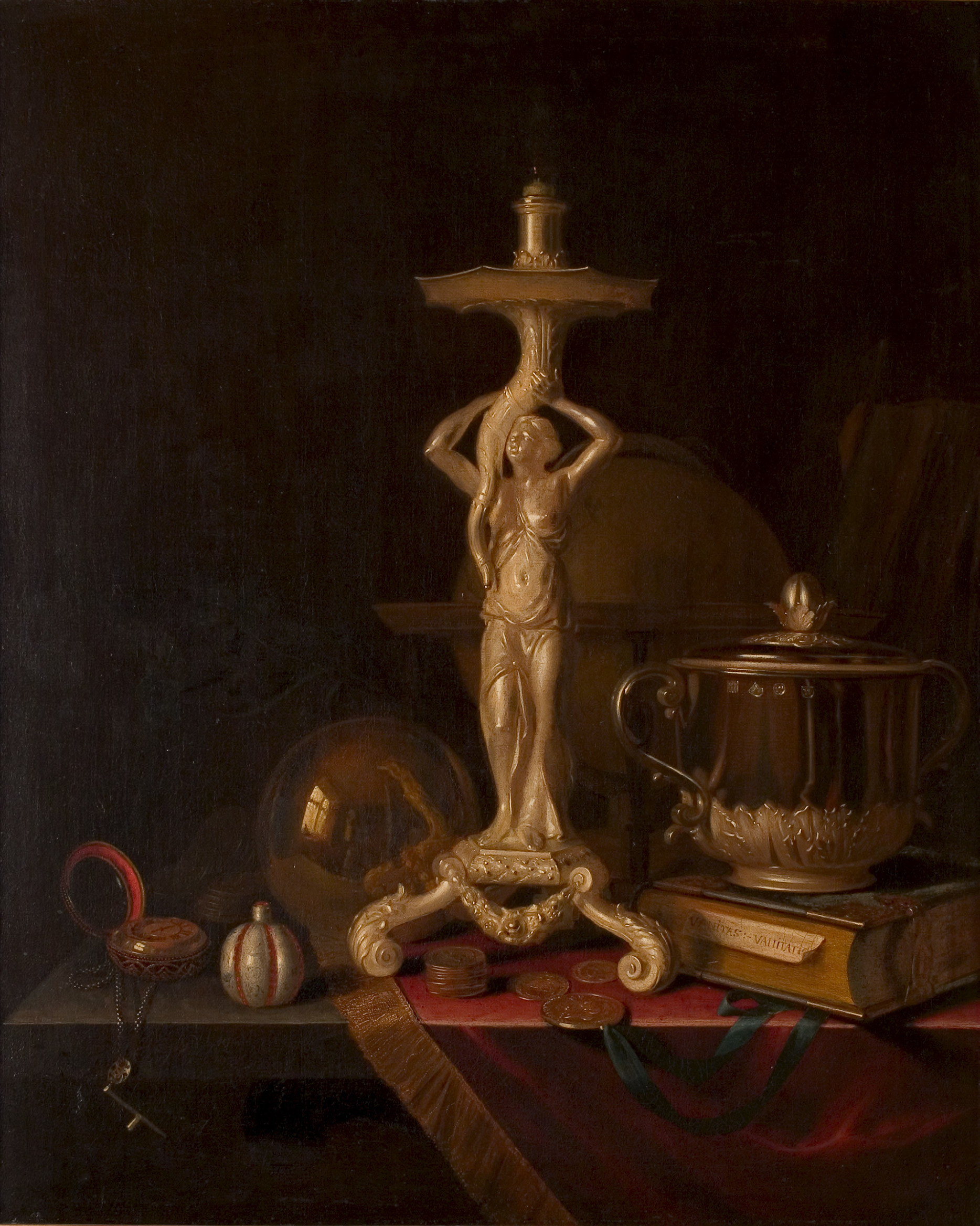
「ヴァニタス」(1685) Rijksmuseum Twenthe
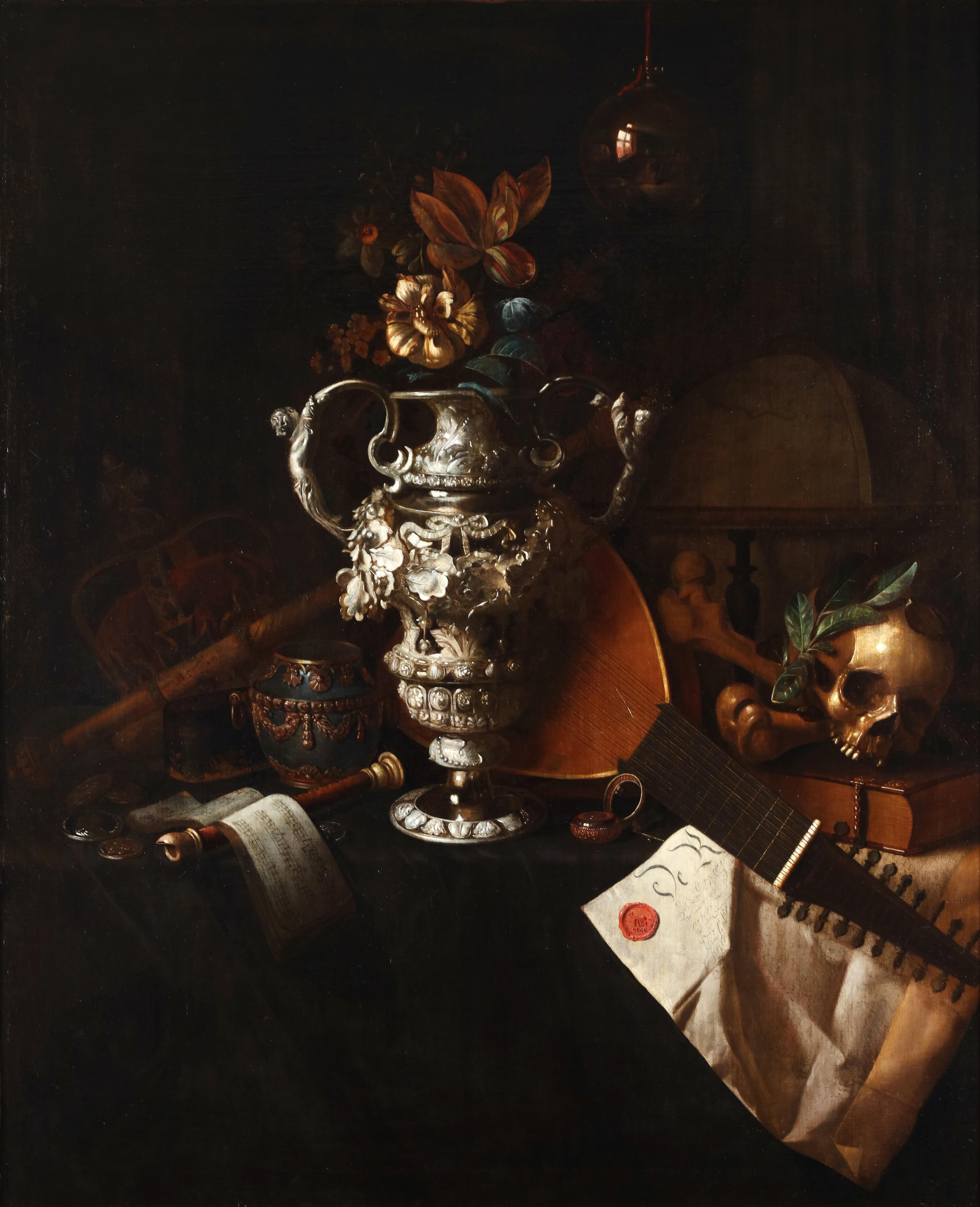
「ヴァニタス」
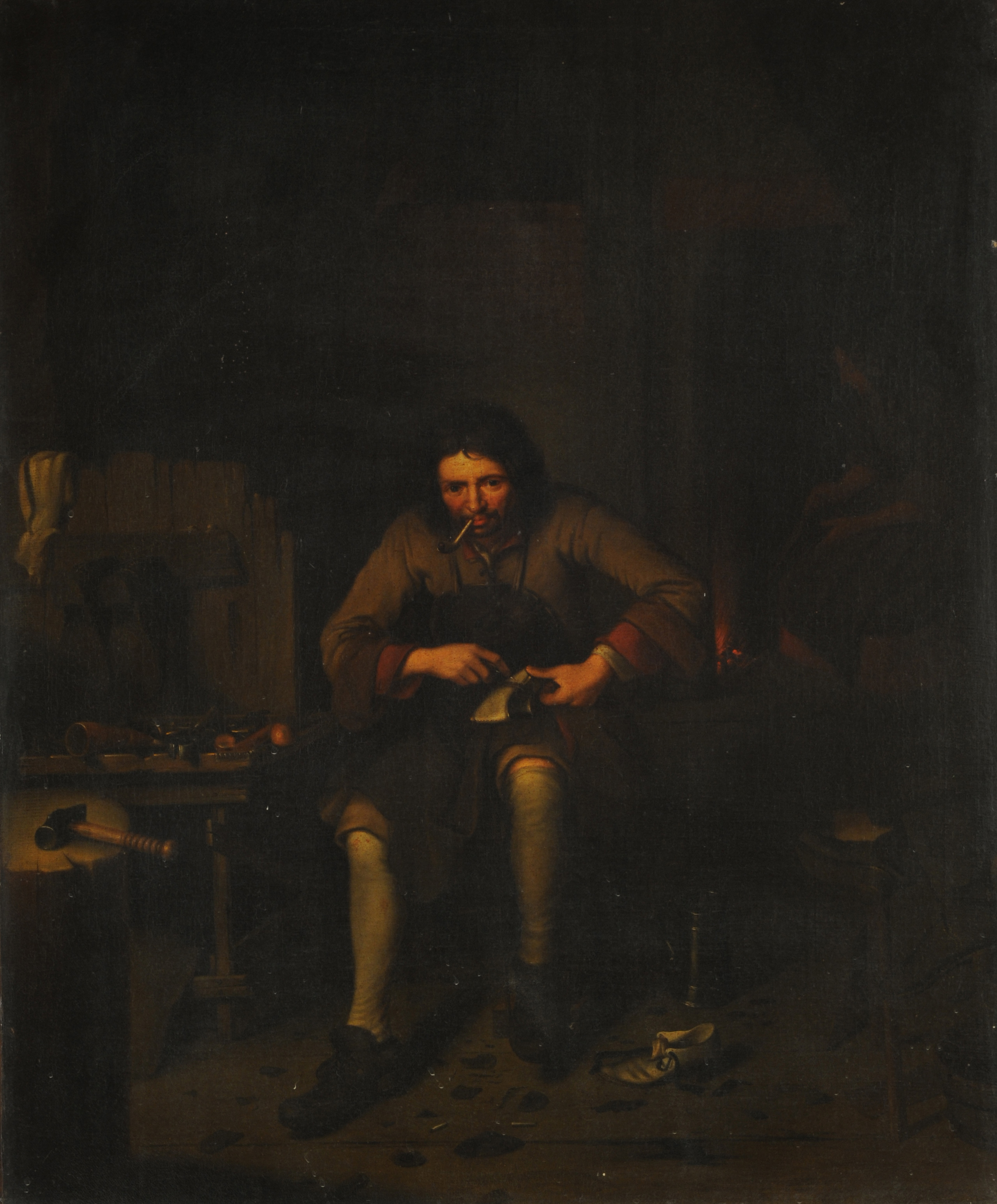
靴屋 アルゼンチン国立美術館
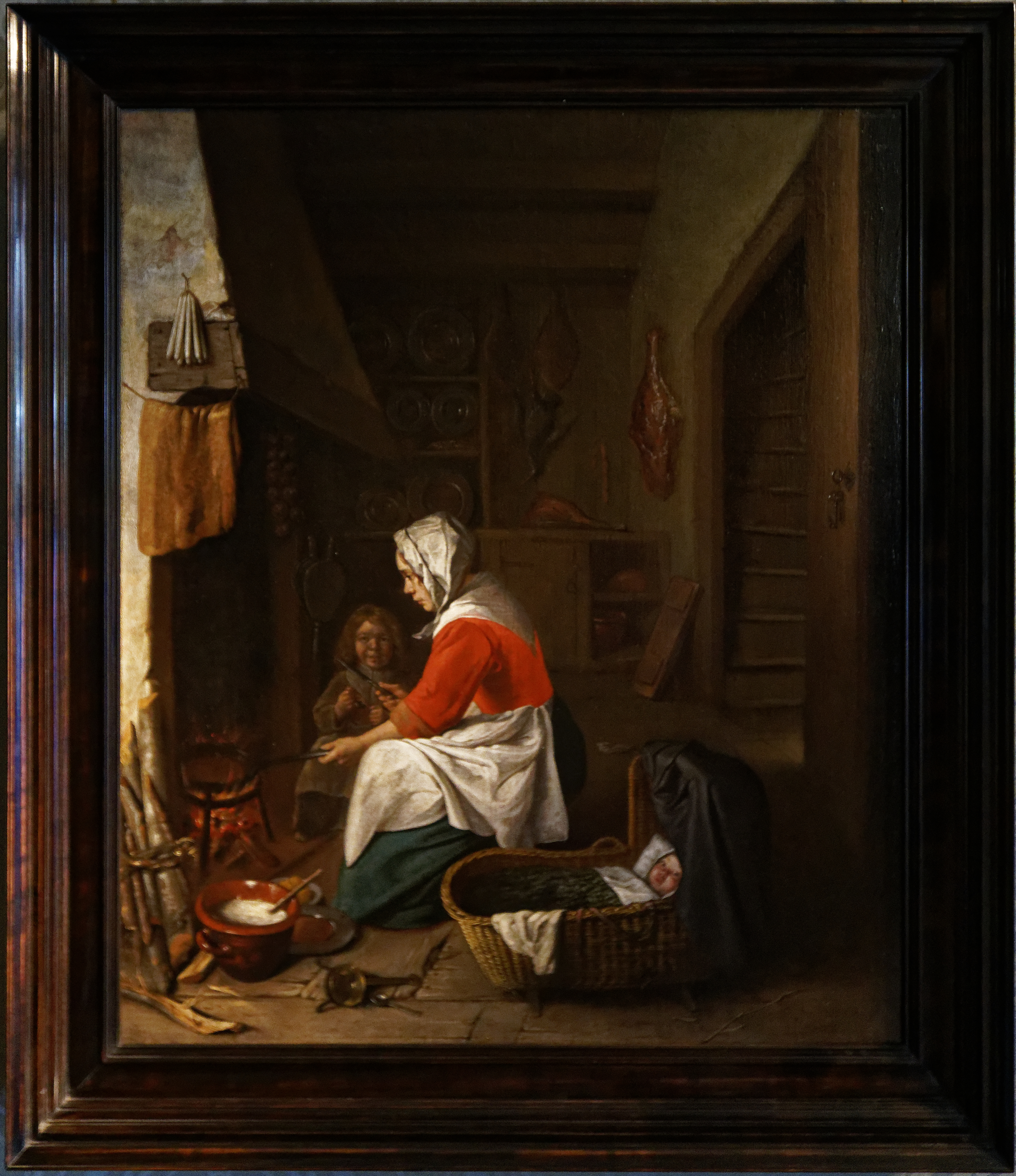
パンを焼く女性

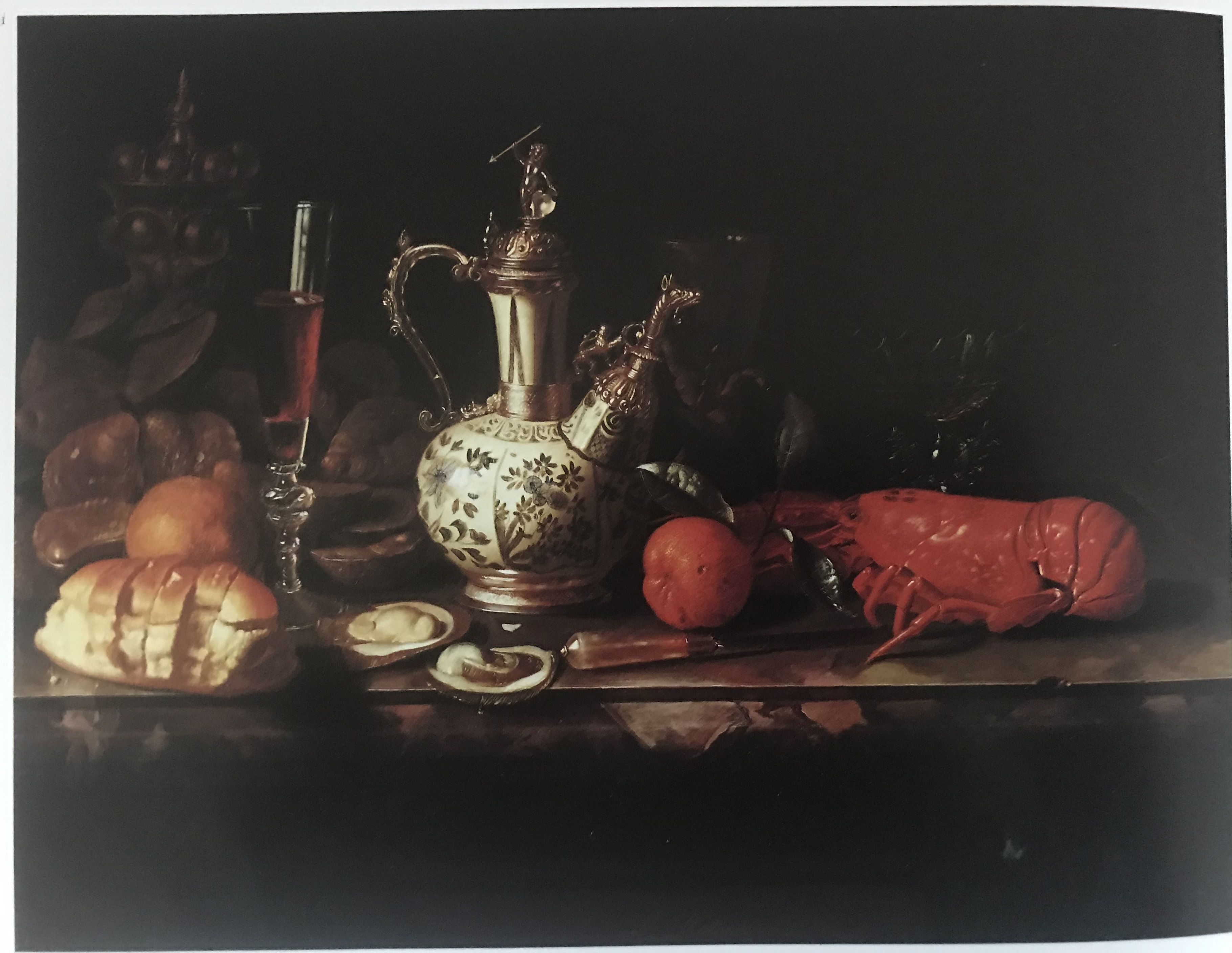
ロブスターとワインのある静物画(c.1650)
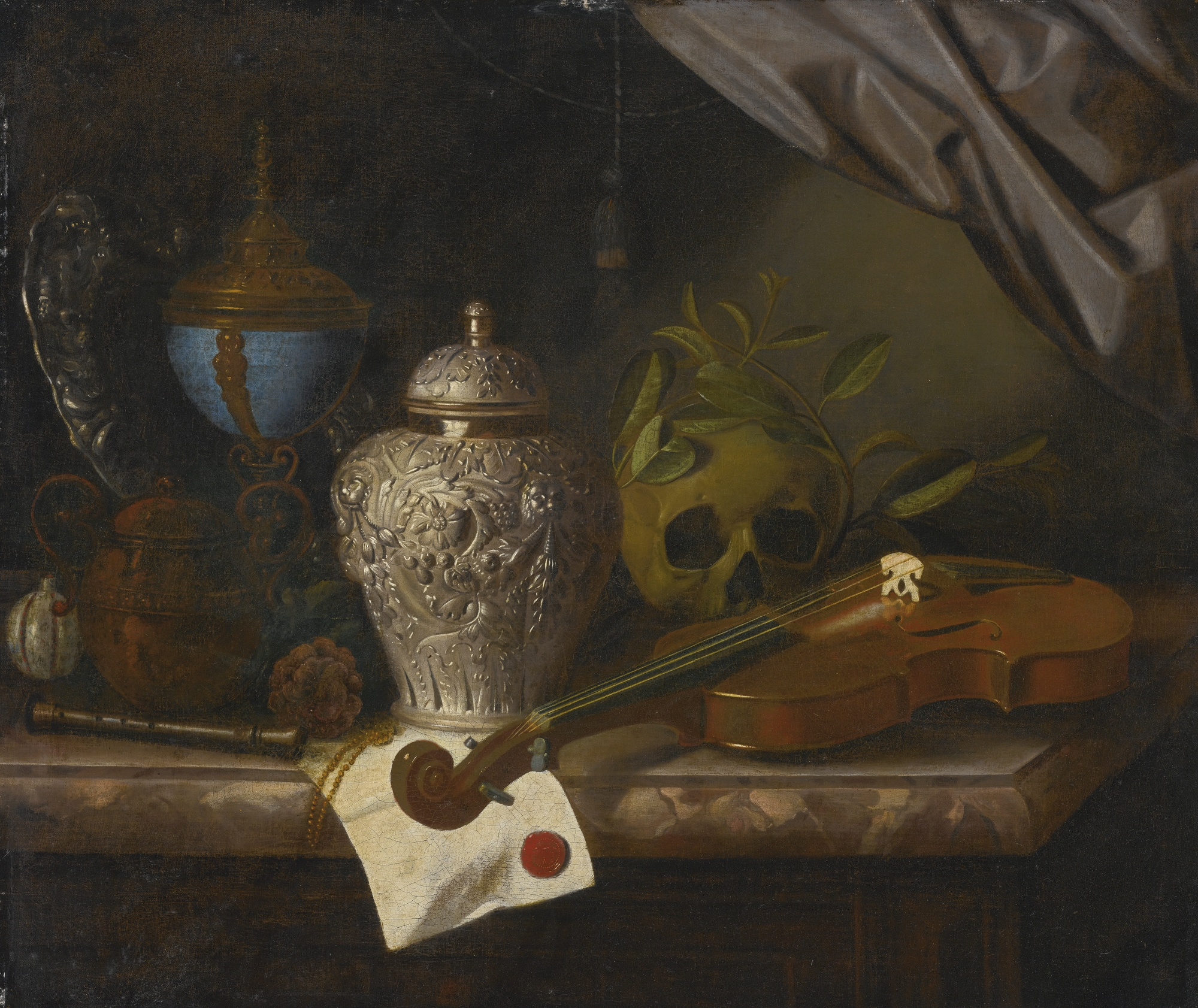
ヴァイオリンと頭蓋骨のある静物画
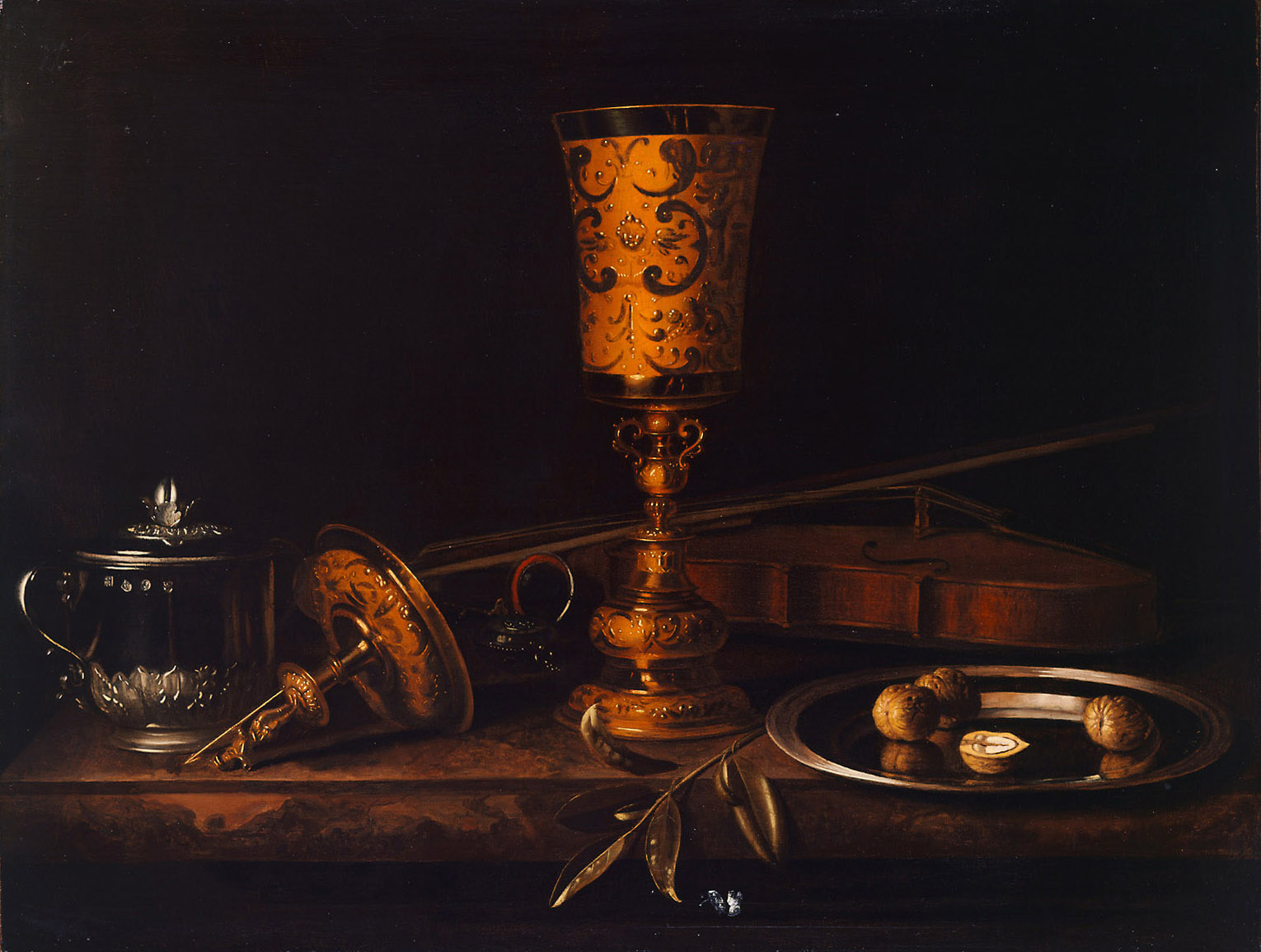
「ヴァニタス」 美術史美術館